# Paralización de Puno
La paralización de Puno correspondía a un paro total indefinido acatado en el departamento de Puno, desde diciembre de 2022 hasta marzo de 2023, en el contexto de la convulsión social en Perú. La población puneña es opositora al gobierno de Dina Boluarte y a diferencia de otras regiones, Puno es donde se ha registrado la mayor cantidad de fallecidos y disturbios violentos. El gobierno Peruano militarizó la región, y creó organizaciones gubernamentales de inteligencia, para su pacificación.
En un principio, durante las protestas en Perú de 2022, Puno resultó totalmente paralizado económicamente y los manifestantes se limitaron al bloqueo de carreteras como medio de lucha. Sin embargo, con las protestas radicalizadas en 2023, se registraron nuevos disturbios, como los intentos de tomas del aeropuerto de Juliaca, la quema de comisarías, y el rechazo al ejército peruano, que empezó a llegar a la región a finales de enero. Los mayores incidentes de la paralización de Puno, fueron la Masacre de Juliaca (muerte de 18 civiles y 1 policía) y la tragedia de Ilave (muerte de 6 soldados).
Presentó distintas jornadas de protestas y bloqueos por más de tres meses de rechazo a Boluarte y su gobierno durante el 2023. A partir de marzo de 2023, los manifestantes denominaron a sus protestas con el nombre de «paro seco», además que incluyeron el izamiento de banderas con franjas blancas y negras en junio del mismo año.

## Detonantes del descontento

### Sociales
Según algunos informes de la Amnistía Internacional y del Instituto Nacional de Estadística e Informática (INEI), los mayores factores del descontento, expansión y aceptación de las protestas contra el gobierno de Dina Boluarte en la región de Puno, recaen en los siguientes motivos:
- La población de Puno, mayoritariamente indígena, ha sido históricamente sujeta a la discriminación y desigualdad del acceso a la participación política nacional.[15]
- La pobreza multidimensional en la región data de un 55.4%. Esto se debe a que los accesos a servicios básicos, la calidad de la educación, y una buena capacidad instalada en los puestos de salud, son prácticamente bajas en la población puneña.[16][17] Cuatro de cada 10 puneños sufren de pobreza monetaria, con ingresos inferiores al costo de una canasta básica.

En el año 2020, la región Puno fue el con mayor nivel de anemia en niños. Durante 2021, Puno se ubicaba como el departamento más pobre del Perú. A casi finales de 2022, esto varío un poco, sin embargo, para enero de 2023 nuevamente volvió hacer la más pobre del país y con mayor incidencia de anemia en niños.

#### Conflictos históricos
Por su índice de pobreza, la población puneña ha protagonizado diversos episodios de protestas y manifestaciones en búsqueda de mejores condiciones de vida. El 4 de noviembre de 1965, bajo el gobierno de Fernando Belaúnde Terry, se inició un paro en la ciudad de Juliaca; los manifestantes exigían la construcción de los servicios básicos de agua, desagüe y electricidad; la protesta fue reprimida por las autoridades y fallecieron 4 civiles. Sin embargo, las autoridades acudieron a los reclamos.  
El 26 de abril de 2004, en la ciudad de Ilave, el alcalde de la provincia de El Collao, Cirilo Robles, y dos de sus regidores fueron linchados y asesinados por una multitud enardecida de pobladores ilaveños. La masa popular además, destruyó la casa del alcalde y destrozo la comisaría de la ciudad, la que quedó sin control policial por al menos un día, unas 17 personas desaparecieron ese día. Ante ello, un pelotón de 200 efectivos policiales al mando del comandante Enrique Arenas arribó a la ciudad y retomó el control interno. El conflicto se había iniciado, cuando los pobladores acusaron a Robles de malversación de fondos, nepotismo y peculado, exigiéndole que renuncie a su cargó, a lo cual el alcalde simplemente hizo caso omiso.
En 2014, la representante de la Defensoría del Pueblo en Puno, Luz Herquinio Alarcón, aseveró que Ilave no presenta actualmente una fuerte conflictividad, pero mantiene problemas aún por resolver y la población evidencia su malestar. Por ejemplo, el adecuado servicio de electricidad, de agua potable y la culminación de la carretera hacia Masocruz, por la que también se reclamaba hace 10 años al alcalde Robles.

### Políticos
- Puno tiene un acercamiento claro, hacia Bolivia.[25] Esto ha llevado a que el gobierno peruano y diputados internacionales, acusen al político y expresidente boliviano, Evo Morales, de incentivar y azuzar a los puneños para que convoquen a marchas y paros.[26][27][28]
- El destituido presidente de la República Pedro Castillo, obtuvo un 89% de votos en la región Puno en las elecciones generales de 2021.[29][30] Esto llevó a que muchos de los ciudadanos de esta región, se hayan movilizado en forma de apoyo al expresidente y catalogado de «usurpadora» a su sucesora, Dina Boluarte.

## Paro general

### Contexto Nacional
El 7 de diciembre de 2022, el entonces presidente Pedro Catillo Terrones intentó realizar un autogolpe de estado. Sin embargo, sin respaldo de las fuerzas armadas, el mandatario fue destituido por el Congreso de la República y posteriormente arrestado y encarcelado. Durante los primeros momentos del anuncio del autogolpe de estado, los partidarios de Castillo convocaron a una movilización en apoyo al jefe de Estado, denominado como la «Toma de Lima», tras algunos incidentes, la revuelta acabó. A nivel nacional, los simpatizantes y partidarios castillistas convocaron a nuevas marchas y movilizaciones para exigir la liberación del exmandatario y la renuncia de la nueva presidenta, Dina Boluarte, a la que catalogaban de «traidora» y «usurpadora». El 10 de diciembre, en la provincia de Andahuaylas (Apurímac), ocurrieron enfrentamientos contra las fuerzas del orden, y se anunció una declaratoria de «insurgencia popular» exigiendo esta vez la renuncia de Boluarte, nuevas elecciones generales, la convocatoria a una asamblea constituyente y la liberación de Pedro Castillo. Con el pasar de los días, las protestas se fueron agudizando a nivel nacional, y el interés de pedir la liberación de Castillo perdió fuerza y paso a las exigencias de un sector minoritario.

### Inicio de las movilizaciones en Puno
El mismo 7 de diciembre de 2022, un gran número de ciudadanos salieron a protestar pacíficamente a las calles de la ciudad de Puno exigiendo una asamblea constituyente y manifestándose en contra de la destitución de Pedro Castillo. Poco después, el presidente del Frente de Defensa Unificado en contra de la contaminación de la cuenca Coata y el lago Titicaca, Félix Suasaca Suasaca, anunció la convocatoria a marchas regionales para los días 13, 14 y 15 de diciembre, exigiendo la siguiente agenda:
1. Renuncia de Dina Boluarte
2. Nuevas elecciones generales
3. Convocatoria a una asamblea constituyente

El 11 de diciembre, las marchas se expandieron a las provincias de San Román, Puno y El Collao, además de la ciudad de Ilave. Un día después, el ya saliente gobernador regional de Puno, Gérman Alejo, se reunió con el político boliviano Evo Morales en la Comisión de Relaciones Exteriores del Congreso, para insistir en la unión de Puno al proyecto Runasur. Además de que se presentó el primer bloqueo en la región, efectuada en el puente internacional de Ilave, vía que comunica a Puno con Tacna, Moquegua y la frontera de Bolivia.

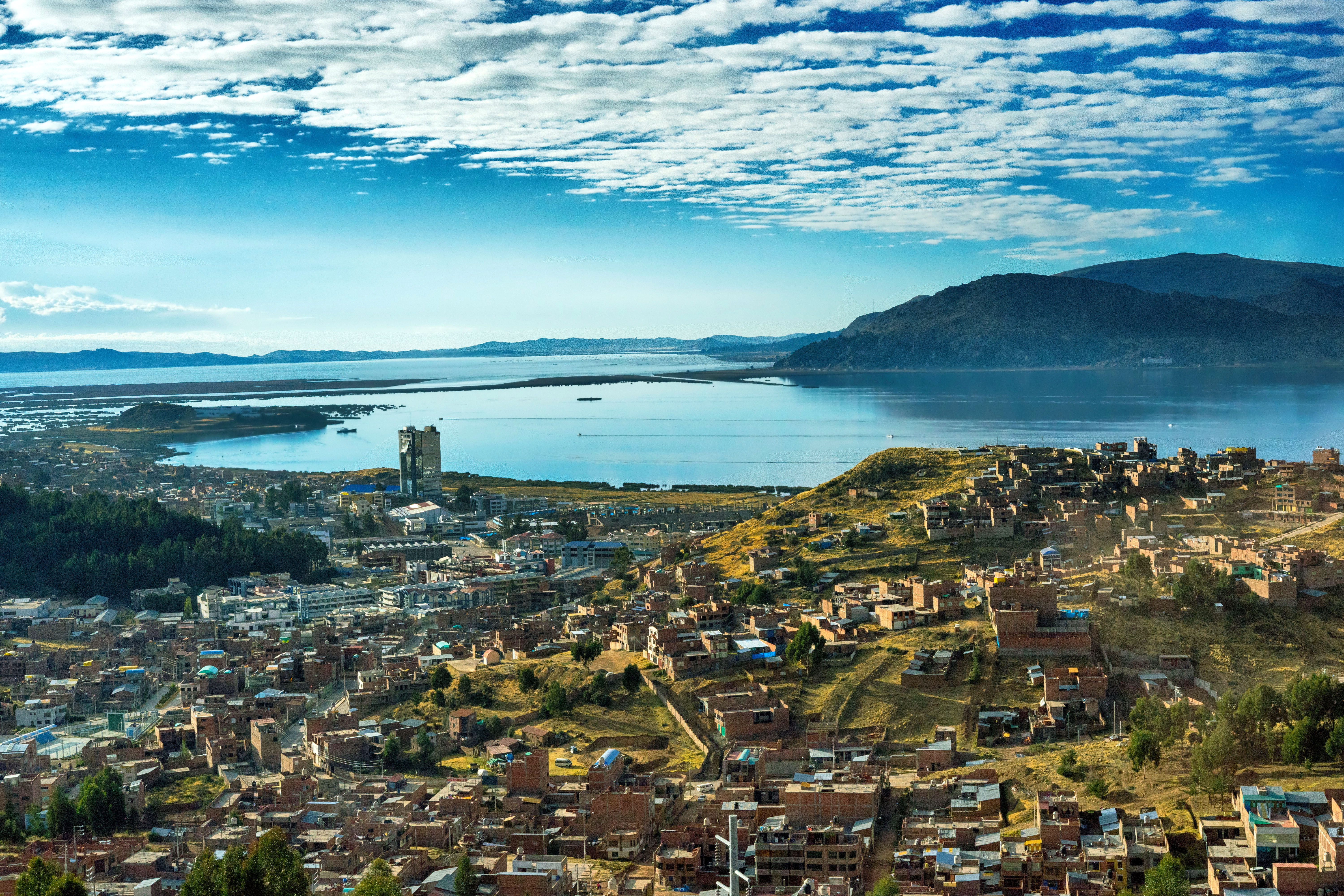
Puno.

### Estado de emergencia y toque de queda
En los días 13, 14 y 15, las protestas de expandieron a las 13 provincias de Puno, abarcando la totalidad de la región. Miles de ciudadanos salieron a marchas a las calles y se registraron múltiples bloqueos de vías en los distritos de Ilave, Desaguadero, Zepita, San Antón, Puno, Ayaviri, Macusani, San Gabán. Así como también anunciaron la radicalización de las protestas. Ante ello, el gobierno respondió con la declaratoria de estado de emergencia a nivel nacional y el ingreso de las fuerzas armadas a reponer el orden interno, y el toque de queda por cinco días en 15 provincias del país, entre las que se encuentra Carabaya y San Román de Puno.

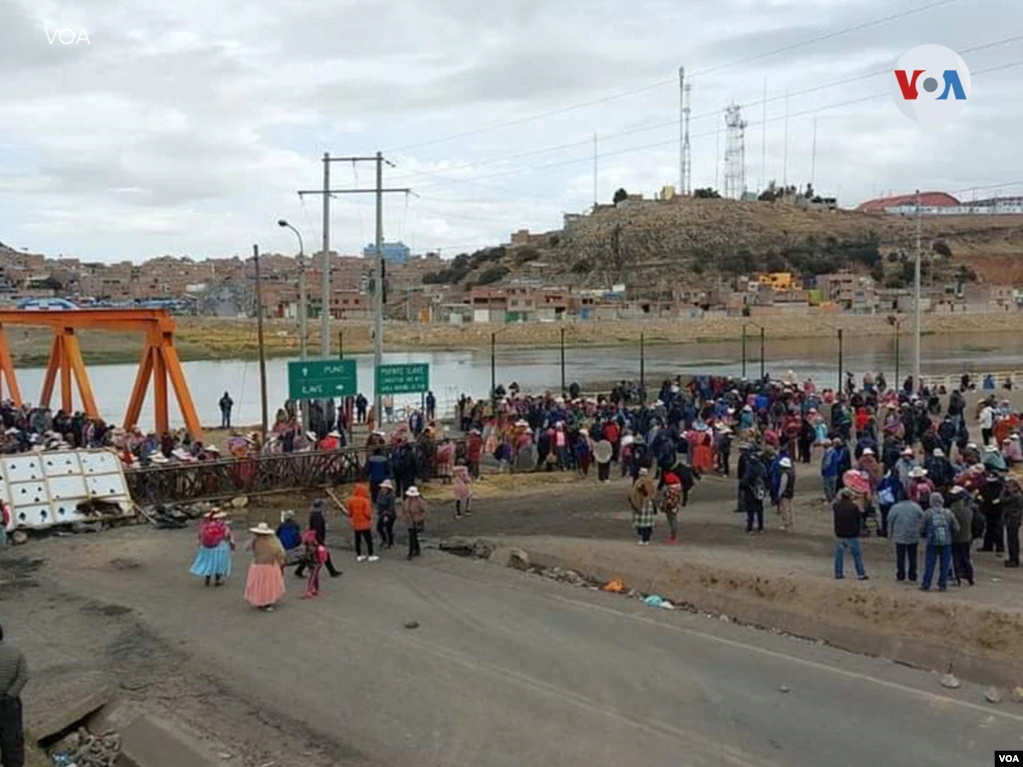
El puente internacional de Ilave, bloqueado por manifestantes.

El 16 de diciembre, la región se encontraba bloqueada en múltiples vías, casi todos estos puntos fueron desbloqueados por la policía y el ejército nacional en los siguientes días. El 21 de diciembre aún persistían las movilizaciones, pero varios dirigentes optaron por suspender las protestas hasta inicios del próximo año. La primera etapa de las protestas, culminó con una tregua por Navidad y año nuevo.

### Coordinadora Macrorregional del Sur (2023)
Los dirigentes y líderes nacionales, especialmente del sur, planificaron una nueva serie de protestas nacionales que debían iniciar el 4 de enero de 2023. El secretario general de la Federación Departamental de Trabajadores de Arequipa (FDTA), Jorge del Carpio Lazo, invitó a diversos dirigentes a reunirse el 28 de diciembre de 2022. Más de 70 dirigentes se reunieron en el Primer Encuentro Macrorregional de Organizaciones Sociales, «rumbo al paro nacional», realizado en el local de la FDTA, donde se firmó un acta convocando a nuevas movilizaciones. Entre las regiones representadas en la reunión de la FDTA estaban Puno, Cusco, Apurímac, Moquegua, Madre de Dios, Ayacucho y Arequipa. El propio Carpio Lazo confirmó el comunicado en una sesión pública. Fruto de ello, se conformó la Coordinadora Macrorregional del Sur el 29 de diciembre de 2022, un día después de la asamblea macrorregional.
El 31 de diciembre de 2022, en la Casa del Maestro de Juliaca, diversos dirigentes puneños se reunieron para acordar la radicalización de las protestas. La reunión fue convocada por Amador Núñez Díaz, presidente de las Organizaciones Populares de Puno y se acordó el rechazo al diálogo con el gobierno de Dina Boluarte «caso contrario, serían sancionados».

### Paralización de ciudades y acciones radicalizadas
En los últimos días de diciembre la policía aprobó el Plan de Operaciones N° 046, al que denominó «Emergencia Nacional Puno 2022». A cargo de las operaciones se encontraba el general PNP, Carlos Omar Bravo Cáceres, jefe de la X Macro Región Policial Puno, y el coronel PNP, Julio Santos Mauricio Contreras, jefe de la Región Policial Puno. Entre el 1 y 3 de enero de 2023, la policía elaboró un plan de operaciones en Juliaca, en la cual se desplegaron 21 unidades de la policía: una al aeropuerto, otra alrededor del centro comercial donde se encuentra Plaza Vea, otra al local del Banco de la Nación, otra al Poder Judicial, y las demás a otros 16 puntos ubicados en el centro y periferias de la ciudad. El encargado de la unidad asignada a proteger la zona del aeropuerto Inca Manco Cápac de Juliaca, fue el mayor PNP, Joel Arturo Tapia Guillén, perteneciente a la Comisaría Santa Bárbara. El 2 de enero, el general EP Manuel Fernando Alarcón Elera asumió funciones como el nuevo comandante general de la IV Brigada de Montaña de Puno del Ejército del Perú, reemplazando al general Enrique Montalva, Alarcón declaró que el ejército ya no usara hondas ni huaracas para controlar las manifestaciones.

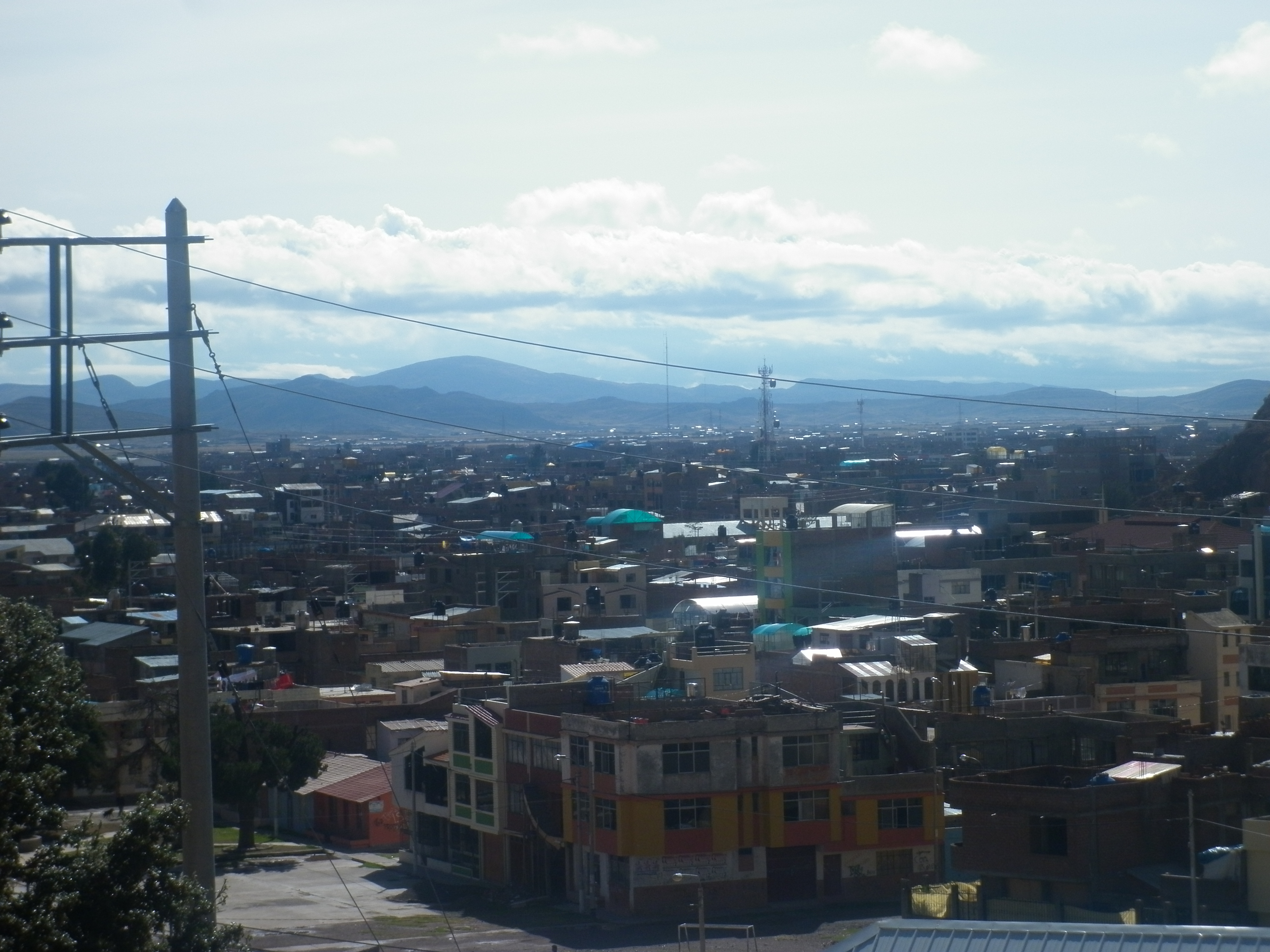
Ciudad de Juliaca.

El 4 de enero, con la reanudación de las protestas, se bloquearon las vías de ingreso a la ciudad de Juli (Chucuito), la vía Puno – Desaguadero y el puente Internacional en Ilave, mientras que las ciudades de Puno y Juliaca se paralizaron totalmente, y muchas de sus calles mostraron presencia de piquetes de manifestantes. Al día siguiente, se registró un enfrentamiento entre manifestantes y la policía nacional en los exteriores del aeropuerto de la ciudad de Juliaca, que dejó como saldo 10 civiles y 4 policías heridos.

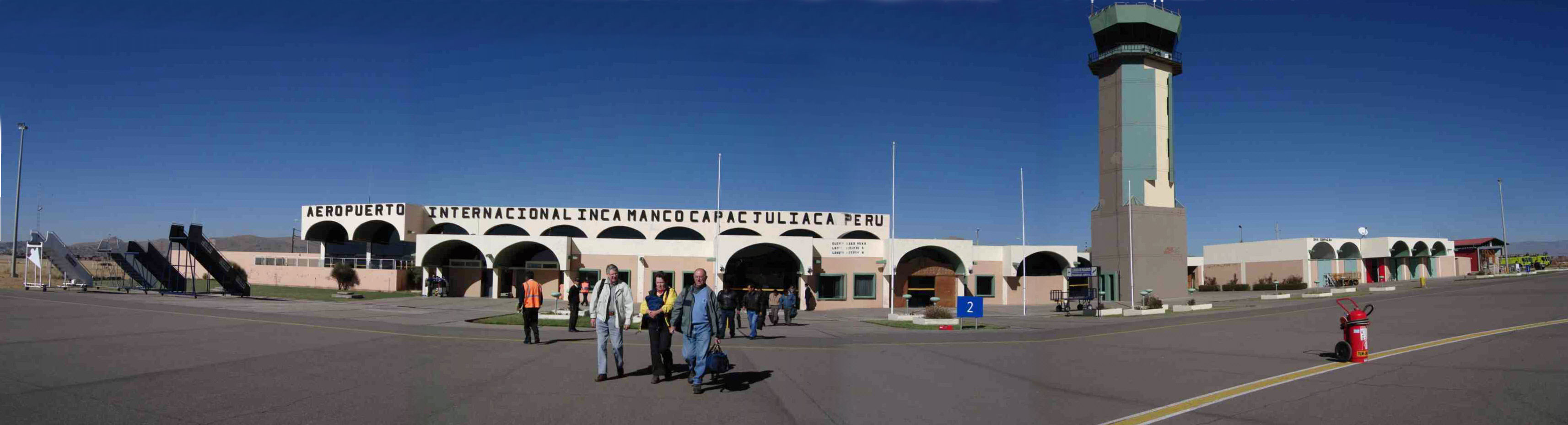
Aeropuerto Internacional Inca Manco Cápac en Juliaca, fue un continuo escenario de enfrentamientos en la región de Puno.

El 7 de enero, las ciudades de Ilave y Juliaca, fueron las que acumularon mayor cantidad de manifestantes. De eco, en esta última zona, se produjo un intentó de toma del Aeropuerto Internacional Inca Manco Cápac por los manifestantes, lo que desencadenó en enfrentamientos con la PNP, resultaron heridos 16 personas. Se reportó que la policía hizo uso excesivo de la fuerza en Juliaca; se vio a agentes tratando de quemar un mototaxi, lanzando gases lacrimógenos desde helicópteros contra personas, rompiendo ventanas de casas y atacando a un niño. Las autoridades también le dispararon a un reportero gráfico de la agencia EFE en la pierna, amenazándolo diciendo «te vuelo la cabeza y sales muerto de aquí». Mientras tanto, durante la protesta, una tanqueta blindada “Kaspir” utilizada por la policía fue incendiada por los manifestantes. Además, se reportó que los manifestantes quemaron una sede de EsSalud y atacaron una ambulancia que trasladaba heridos, dejándola inoperativa.
El 8 de enero, las ciudades de Puno y Juliaca se encontraban totalmente paralizadas. El Ministerio de Salud, comunicó que por los enfrentamientos acontecidos entre los días 4 y 8 de enero, se registraron 62 heridos hospitalizados (entre policías y manifestantes).

### Violencia del 9 enero en Juliaca
Pobladores de Ananea, Azángaro, Ayaviri, Carabaya, Moho, Huancané y Putina marcharon a Juliaca para participar en las protestas, junto a los ciudadanos locales, sumaban aproximadamente 9000 manifestantes. La IX Macro Región Policial envío a un contingente de 50 policías de Arequipa a Juliaca. En el caso de la policía nacional, 15 oficiales y 352 suboficiales apoyados por 232 efectivos de Lima, Arequipa y Cusco fueron repartidos en puntos críticos de la ciudad de Juliaca, para ser defendidos de los manifestantes.
Desde tempranas horas del día, se produjeron enfrentamientos entre manifestantes y la policía nacional que alcanzó su clímax cuando los civiles intentaron tomar el Aeropuerto Internacional Inca Manco Cápac protegida por el mayor PNP Joel Arturo Tapia Guillén, fue en esos momentos en que la policía respondió con todo su arsenal. Los enfrentamientos se expandieron a diferentes calles de la ciudad. En total durante el día, fallecieron 18 manifestantes y fueron heridos más de 100. Para el 12 de marzo de 2023, se reportó que uno de los heridos aún vivía con una bala alojada en su cuerpo.

Manifestantes intentan tomar el aeropuerto de Juliaca

En la noche, alrededor de 100 vándalos e infiltrados iniciaron una serie de saqueos en varios puntos de la ciudad. La policía se retiró de estos lugares, al igual que los manifestantes aymaras quienes volvieron a sus tierras. Sin embargo, unas 40 personas (32 hombres y 8 mujeres) fueron capturados por la PNP cuando estos intentaban escapar con productos robados de Plaza Vea.
El jefe de la Unidad de Cuidados Intensivos de Emergencia, Enrique Sotomayor, comunicó que la represión policial fue brutal y al parecer han utilizado municiones explosivas. En un reportaje, el noticiero Latina Noticias denomino a los enfrentamientos sucedidos en Juliaca entre los días 5 y 9 de enero como «La Semana de la Barbarie».
Durante la madrugada la electricidad en Juliaca se fue, fue en ese momento en el que se supo sobre la muerte de un policía, quien fue incinerado dentro de su vehículo. Según información del Ministerio del Interior, el hombre recibió un disparo de bala a partir de una pistola guardada en su vehículo. En conferencia de prensa, el general EP Manuel Alarcón Elera, y el general PNP David Villanueva Yana hicieron un llamado a la paz a la población puneña.

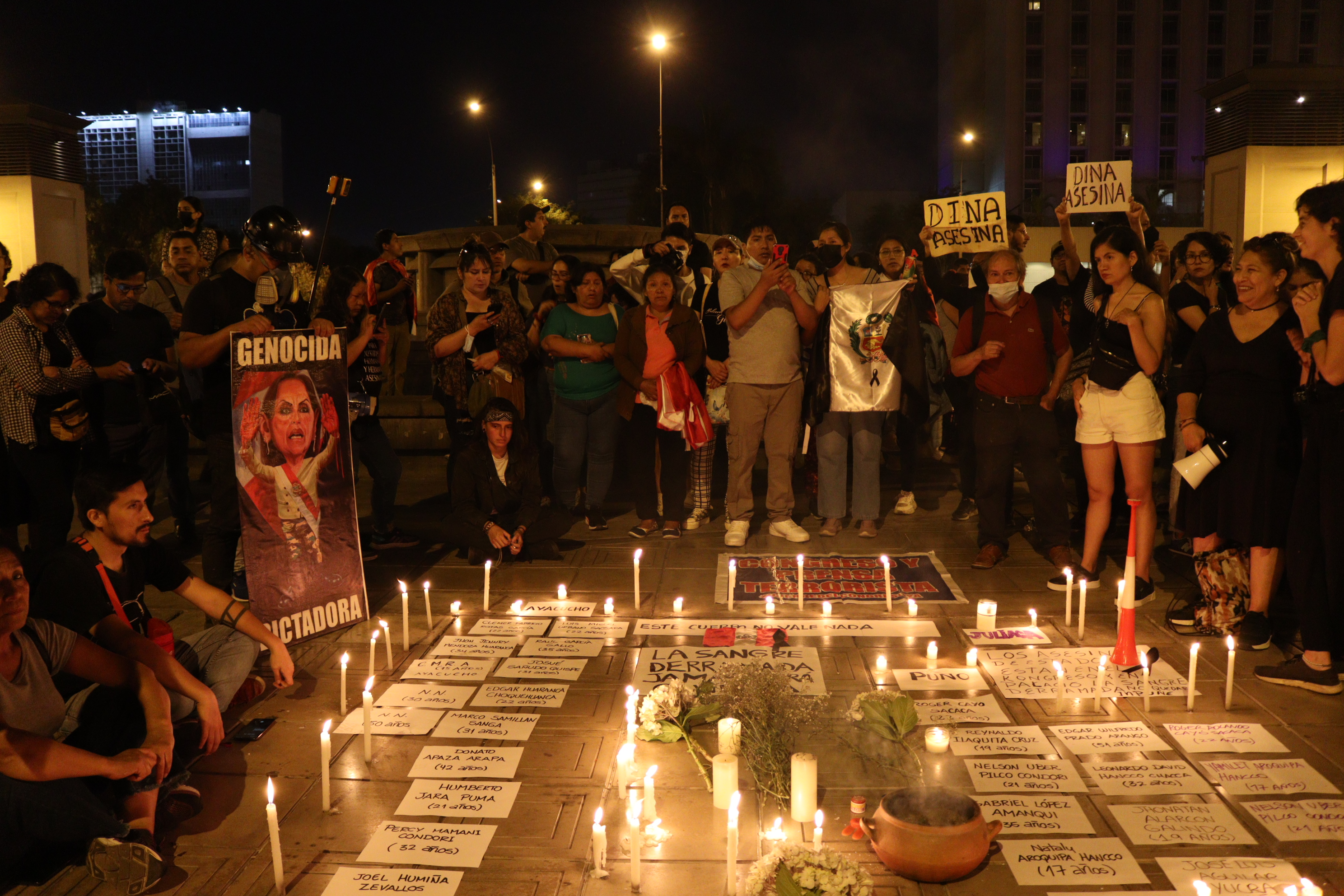
Memorial a los fallecidos a nivel nacional el 10 de enero de 2023.

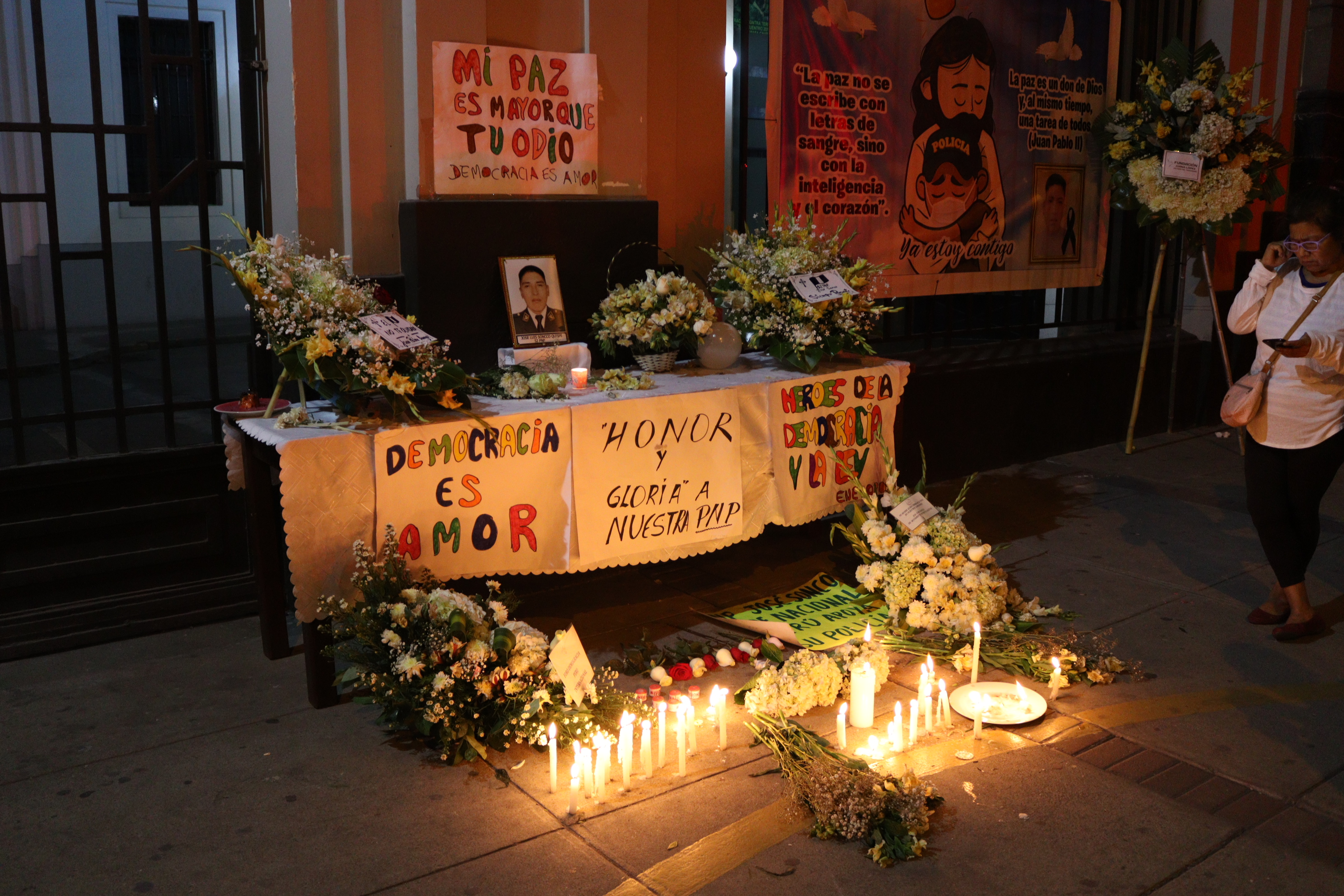
Memorial al policía fallecido en Juliaca.

#### Sucesos posteriores
El 10 de enero el gobierno regional de Puno promulgó tres días de duelo, y el gobernador regional de Puno, Richard Huancco, dijo que la presidenta Boluarte era responsable de las muertes y que debería renunciar. El premier Alberto Otárola anuncio el toque de queda por tres días consecutivos en Puno y declaró duelo nacional para el día siguiente, en homenaje a los muertos en Juliaca. Los manifestantes incendiaron la vivienda del congresista Jorge Luis Flores Ancachi en Ilave.
El 11 de enero, miles de pobladores al pie de una fila de ataúdes, marcharon hacia la plaza central de Juliaca y se despidieron de sus muertos, el alcalde Oscar Cáceres declaró que los «caídos el 9 de enero son mártires de la democracia». El mismo día, la policía anticorrupción de Puno, detuvo a la jefa de la Unidad de Tránsito y Seguridad Vial, teniente PNP Irene Mamani, por encontrarse en su casa dos televisores, frazadas, un equipo de sonido y otros objetos que fueron robados en la noche del 9 de enero.
El 14 de enero, el ministro del interior, Víctor Rojas, fue reemplazado por el general en retiro, Vicente Romero.

### Envío de delegaciones a la capital
La cantante Yarita Lizeth dispuso que el bus que utiliza para sus presentaciones, sea usado para trasladar a los manifestantes a Lima, por otra parte, donó 50 mil soles a los familiares de los fallecidos durante los hechos violentos del 9 de enero.
El 15 de enero, al menos, 1000 comuneros de Huancané llegaron a Juliaca y anunciaron su partida a la capital para la Segunda marcha de los Cuatro Suyos. Dos días después, grupos de aimaras llegaron a la ciudad de Ilave y declararon que viajarían a Lima, en un principio se estimo que serían 10.000 personas. Por otro lado, un grupo de aproximadamente 500 puneños que viajaban en minivans, autos y en el bus de la cantante Yarita Lizeth, por su paso en Arequipa, recibieron múltiples productos de comerciantes de los mercados Señor de Huanca y de la Asociación de Comerciantes Mayoristas. Paralelamente, otras delegaciones llegaron a la ciudad de Puno para continuar su viaje a la capital.
Múltiples manifestantes y universitarios puneños fueron recibidos en la Universidad Nacional Mayor de San Marcos y en la Universidad Nacional de Ingeniería.

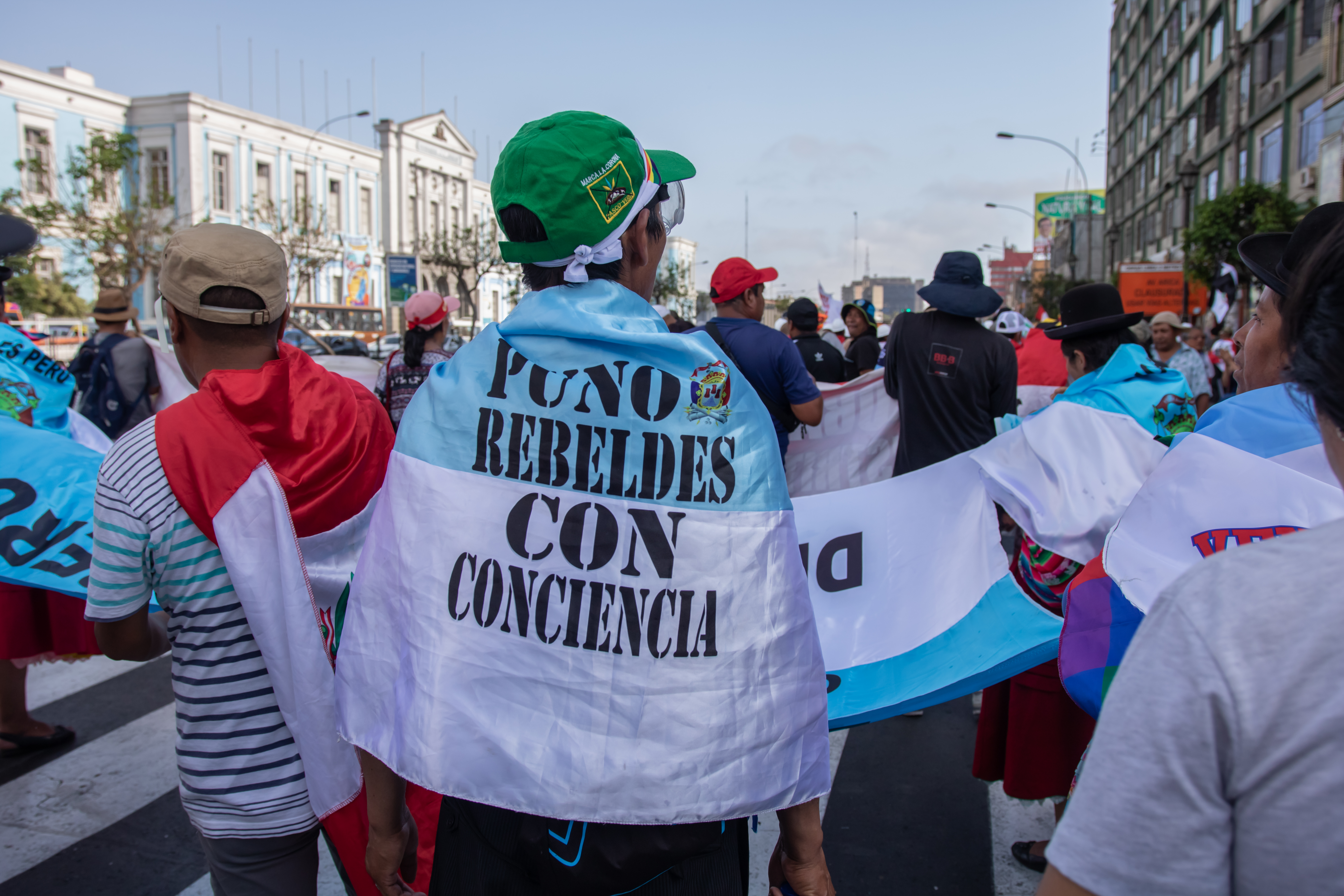
Manifestantes de Puno en Lima, el 9 de febrero.

### Repliegue policial y primeras acciones del Ejército
La policía se veía incapaz de manejar las manifestaciones en Juliaca. El 18 de enero, cientos de manifestantes se congregaron en la plaza de armas y recorrieron las calles de la ciudad de Macusani (Carabaya). Sin embargo, en la tarde, la jornada empezó a ser violenta, cuando una facción de 300 protestantes, incendiaron las sedes del Poder Judicial y el Ministerio Público, que se ubicaban cerca a la comisaría de la ciudad, en ese momento, iniciaron los enfrentamientos con la PNP, que dieron como saldo 2 civiles muertos. Estos decesos motivaron a los asediadores, quienes rodearon la comisaría por completo y atacaron sus instalaciones con piedras y explosivos, los policías tuvieron que defenderse con fusiles AKM. En la noche, la comisaría empezó a incendiarse, totalmente aislados, los efectivos policiales tuvieron que ser rescatados en un helicóptero del ejército peruano y llevados a la comisaría de Ayaviri. La turba también incendio un local de Backus y una farmacia cercana y apedrearon la municipalidad de la ciudad y la sede del Centro de Emergencia Mujer, tras esto, se reportó un apagón general en toda la ciudad. El noticiero Epicentro TV informó que, debido al peligro, policías de las comisarías de Huancané, Chucuito y Platería iniciaran su retiro. Paralelamente un grupo de manifestantes se movilizo pacíficamente frente al cuartel militar de Huancané.
Durante el paro nacional del 19 de enero, ciudades como Huancané, Macusani y Puno amanecieron con calles bloqueadas y con los mercados y negocios cerrados. En Juliaca, un grupo de manifestantes intentaron tomar el aeropuerto Inca Manco Cápac, la policía disperso a los manifestantes lanzando bombas lacrimógenas desde helicópteros, 6 civilesy 6 policías resultaron heridos (uno de ellos por explosivos).Además, tanques y una tropa del ejército peruano llegaron a resguardar la zona del distrito de Pomata (Puno).En el municipio peruano de Desaguadero, cuatro haitianos fallecieron producto de los bloqueos.
El 20 de enero, la comisaría de Zepita fue incendiada, en su interior no se hallaba ningún efectivo policial por haberse replegado a la comandancia policial de Pomata. Paralelamente la comisaría de Desaguadero fue atacada, mientras que la comisaría de Ilave fue asediada por casi todo el día por 1500 manifestantes, luego de un intercambio de insultos con los efectivos policiales, los agentes pudieron repeler los ataques debido a que dispararon a "quemarropa", algunas balas incluso afectaron a viviendas cercanas. En prevención, la comisaría de Huancané fue abandonada y sus efectivos se resguardaron en el cuartel militar de la ciudad, así mismo, otros locales han decidido cerrar. En total, los puestos policiales de Juli, Platería, Huancané, Crucero y Pilcuyo cerraron. El saldo final fue 9 civiles y 4 policías heridos, y 1 aymara muerto. Además, el local del Centro Binacional de Atención en Frontera (CEBAF) fue incendiado. En la noche, decenas de manifestantes se aproximaron al cuartel militar Pachacútec de Ilave y conversaron con el comandante EP Frank Usto, este último apaciguó a la población y declaró «si empeoran las cosas, yo voy a salir, pero no contra ustedes, simplemente a traerlos acá». En venganza, días después, una facción de vándalos apedrearon la casa de un suboficial PNP que estuvo presente en los enfrentamientos en la comisaría de Ilave.
En la madrugada del 21 de enero, los policías de la comisaría de Ilave, escoltados por personal militar, abandonaron su comandancia y se resguardaron en el cuartel militar. En la mañana, la comisaría de Ilave fue incendiada, además de la sede de control de aduanas de Ojherani y otros locales públicos. Se informó que 12 personas estaban detenidas en el cuartel militar Pachacútec. Tres de ellos fueron detenidos durante el ataque a la comisaría de Ilave el día anterior, y portaban bombas molotov y pirotécnicos. Durante la tarde un helicóptero aterrizó en las instalaciones del cuartel y se llevó a 5 de los detenidos a la Dirección de Investigación Criminal, DIRINCRI, de Puno. Decenas de manifestantes llegaron a los exteriores del cuartel y protestaron por los detenidos, el comandante Usto, nuevamente apaciguó la situación. Ningún medio de comunicación de Lima cubrió estos acontecimientos.
El 22 de enero, en la provincia de Yunguyo, cerca de la frontera con Bolivia, vándalos incendiaron los locales de Migraciones, Aduanas Senasa, Policía Judicial y un puesto fronterizo policial.
El 23 de enero, por intervención de la Asociación de abogados El Collao y la Defensoría del Pueblo, se liberaron a los 5 detenidos ubicados en la DIRINCRI de Puno, y paralelamente a los otros 7 detenidos en el cuartel militar de Ilave. De acuerdo a exámenes médicos practicados por la clínica Ilave a 10 de los detenidos, estos presentaron signos de haber sido golpeados. Se registraron protestas y paralización de actividades en las provincias de San Román y Puno.

## Respuesta gubernamental

### Militarización y accionar civil
El 24 de enero de 2023, el gobierno envío a más de 500 militares provenientes de cuarteles de Moquegua y Tacna al departamento de Puno, indicando que serían distribuidos a las zonas más conflictivas de la región. Los militares llegaron a la región a pie, entonando canciones y tras ellos se encontraban porta tropas y vehículos militares. Una facción de estos soldados fueron impedidos de ingresar a Puno por la región Moquegua, tras el pasar de las horas, los uniformados optaron por otras vías.
El 26 de enero, los militares y vehículos blindados desbloquearon la carretera de Laraqueri y se dirigieron al cuartel Manco Cápac en la ciudad de Puno. El jefe del comando conjunto de las fuerzas armadas, general Manuel Gómez de La Torre señaló que «no miden en tiempo la operación para cumplir con la tarea y liberar la red vial». El 27 de enero, un poblador denunció maltratos policiales. El aeropuerto Inca Manco Cápac en Juliaca fue designado temporalmente como centro de alojo de efectivos del ejército y la policía nacional.

#### Cancelación de la fiesta de la Candelaria
El 10 de enero, el Consejo Directivo de la Federación Regional de Folklore y Cultura de Puno (FRFCP) dispusieron postergar la festividad de la Virgen de la Candelaria hasta que se restablezca la paz social en el país. La candelaria es una de las festividades más importantes de la región y que tiene mayor impacto económico sobre todo, en el sector turístico, se estimó que por la cancelación de esta celebración, se perdería hasta 111 millones de soles. El 28 de enero, por acuerdo de múltiples organizaciones sociales, la fiesta fue cancelada hasta el próximo año, el dirigente Richard Arcaya mencionó:
«Sería el colmo bailar después de todo lo que sucedió. Acá ha habido una matanza y por eso no podemos pasar por alto».
El 29 de enero, unos 150 militares se establecieron en Laraqueri,  se trasladó personal militar recientemente egresado de la Escuela militar de Chorrillos a Puno. Por otro lado, los comuneros de Ilave, Juli y Yunguyo denunciaron vuelos constantes de helicópteros. El 30 de enero, decenas de artistas, empresas y ciudadanos organizaron una Teletón en Juliaca con el fin de recaudar dinero para los familiares de los heridos durante la jornada de protestas en Juliaca a inicios de mes, en total se logró recaudar S/ 31.966, monto que fue repartido entre los familiares de los afectados. El 3 de febrero 3 haitianos murieron en Desaguadero por el bloqueo de carreteras. El 7 de febrero, pobladores de Mazocruz amenazaron a los policiales locales con incendiar su puesto policial si no se retiraban de la localidad en el plazo de 24 horas.

#### Control de las fuerzas armadas
El 8 de febrero, el jefe del comando conjunto de las fuerzas armadas,  Manuel Gómez de La Torre comunicó:
«A partir del decreto publicado el último domingo, las Fuerzas Armadas asumen el control interno solo de Puno y la Policía pasa a ser uno de nuestros componentes al igual que el Ejército, Marina, Fuerza Aérea y las Fuerzas especiales, pero la intención es en Puno generar el orden interno»
Además señalo, que los militares desplegados hasta el momento, se encuentran en Juliaca, Huancané, Ilave y otra zona de la parte norte de la región. Además efectivos de la policía nacional y de la IV Brigada de Montaña del Ejército del Perú desbloquearon el tramo Santa Rosa-Mazocruz de la Carretera Binacional y tres kilómetros de la vía Ilave a la ciudad de Puno. En la plaza de armas de la ciudad de Puno, alcaldes provinciales y distritales de toda la región encabezados por el gobernador regional Richard Hancco Soncco emitieron un pronunciamiento, respaldando las manifestaciones y exigiendo la renuncia de la presidenta Dina Boluarte. Richard Hancco declaró:
«Mientras el gobierno siga con actos provocativos nada se va a solucionar, la única salida es la renuncia de la presidenta»
El 9 de febrero, manifestantes en Juliaca, intentaron tomar nuevamente el aeropuerto de la ciudad, produciéndose un enfrentamiento con la policía y el ejército que dejó 23 personas heridas (tres de gravedad), el cerco perimétrico que recién había sido colocado fue destruido, y módulos del aeropuerto fueron incendiados. Paralelamente otro grupo atacó el depósito de Casuarinas de la Municipalidad Provincial de San Román, incendiando un patrullero de Serenazgo, motos lineales, carretillas, entre otros materiales, las pérdidas económicas ascienden a medio millón de soles. El jefe de la Unidad de Gestión de Residuos Sólidos (UGRS) exigió una investigación al respecto. Al día siguiente, una tropa militar fue expulsada de Desaguadero por aproximadamente 300 comuneros locales, algunos uniformados fueron agredidos, e incluso un policía fue retenido, el cual tuvo que ser rescatado por 30 agentes. También se registraron enfrentamientos en la vía Puno-Juliaca, en el sector Alto Puno.
El 12 de febrero, el examen de admisión COAR 2023, fue suspendido por al menos 15 días, en la región.

### Comando Unificado
El 15 de febrero el gobierno creó un llamado «Comando Unificado» que integra a miembros de la Policía Nacional, Ejército y la Marina de Guerra del Perú, que tiene por objetivo restablecer el orden interno en la región Puno, liderado por el comandante general del comando conjunto de Puno, general Edgard Rodríguez. El comandante general de la Tercera División del Ejército, general Jhony León Rabanal, presidió la ceremonia de creación, en el aeropuerto de Juliaca. Rabanal declaró:
«Vamos a identificar a personajes y organizaciones violentistas que estén incurriendo en actos vandálicos y delictivos. Rechazamos firmemente cualquier injerencia de actores internacionales que no suman en la solución de este conflicto social»
El comando iniciara con un plan de operaciones denominado «Perseverancia».

### Región opositora
El 16 de febrero, comuneros del distrito de San Antón, en la provincia de Azángaro, castigaron con ejercicios físicos al alcalde de la localidad, por haberse reunido con el premier Alberto Otárola sin comunicárselo a la comunidad.
A partir del 16 de febrero, departamentos como Apurímac, Arequipa y Cuzco, dejaron de lado el bloqueo de carreteras. El 20 de febrero, se registró que la región Puno, era la única en contar con bloqueos a nivel nacional, siendo un total de 35 puntos con tránsito interrumpido, también se reportó que la presencia del gobierno regional era nula.
El 18 de febrero, individuos desconocidos atacaron la empresa acuícola Piscis, en Charcas, distrito de Acora, en la provincia de Puno. El ataque implicó la pérdida de 200 toneladas de trucha y varios daños materiales.
El 19 de febrero, se realizó el primer izamiento del pabellón nacional en la plaza principal de Puno. Asistieron integrantes de la Cuarta Brigada de Montaña de las Fuerzas Armadas, Policía Nacional del Perú, Fuerza Aérea y la Marina de Guerra.

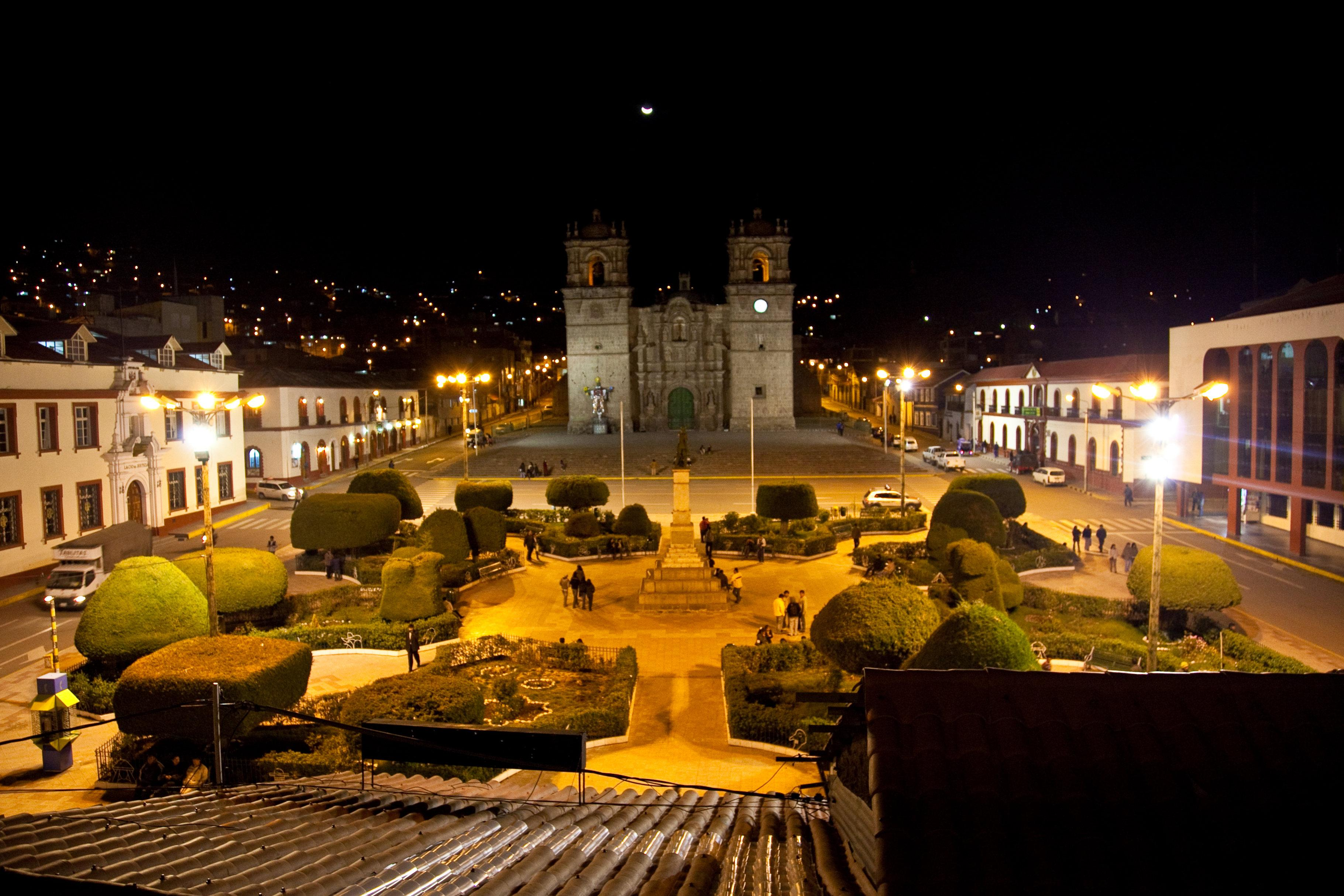
Plaza Republicana de Puno.

El 20 de febrero alrededor de 20.000 aymaras llegaron a la provincia de Puno, capital de la región, para anunciar una posible "guerra civil" si el gobierno seguía enviando militares, además, se observó que todos los hombres vestían con terno y las mujeres con polleras y mantas del mismo color. También anunciaron el inicio de una campaña civil llamada «Volveremos y seremos millones» a través de la cual planean volver a Lima. Por otro lado, en la plaza principal de Puno, se observó a militares y policías bailando con algunos pobladores, en señal de reconciliación y paz.
El 21 de febrero, en la ciudad de Puno, cientos de manifestantes, pobladores, comerciantes y conductores de tricimotos y triciclos paralizaron la ciudad, acatando una movilización popular. Además, el Fuero Militar Policial, pidió prisión preventiva contra el suboficial PNP, escudero de la Unidad de Servicios Especiales (USE), Jhon Torres Yataco, efectivo que renunció a su institución el 10 de enero, tras la violencia desatada un día anterior en Juliaca. En la noche, pobladores volvieron a bloquear el puente internacional de Ilave con una estructura metálica de gran tamaño, esto se llevó a cabo en forma de rechazo al desbloqueo del puente por militares unos días atrás.
El 22 de febrero se llevó a cabo una multitudinaria concentración de manifestantes en la plaza principal de Puno frente a una comisaría. La jornada sin embargo, acabó en un carnaval, con manifestantes y policías arrojándose agua y espuma.
El 23 de febrero según un documento de la División de Seguridad de Penales de la Policía Nacional del Perú, dirigentes puneños encabezados por el presidente del Frente de Defensa del Sur y de los Recursos Naturales de Puno, Edgar Chura Mamani, acordaron realizar una «segunda toma de Lima» el próximo 1 de marzo, previo envío de manifestantes a la capital. En el distrito de Cabanillas, provincia de San Román, militares instalaron una base militar, para desbloquear la carretera Juliaca-Arequipa. Además, según el teniente coronel EP, Carlos Enrique Freyre, integrante del Comando Unificado, los mayores problemas en Puno son; la desinformación, el discurso antiestado, y la animadversión.
El 26 de febrero La cadena comercial Plaza Vea desmintió que retiraría su sucursal en Puno, tras visibilizar el retiro de los paneles en la ciudad.
El 27 de febrero se registró 6 vías bloqueadas en la región. Al día siguiente, múltiples dirigentes acordaron no levantar la huelga indefinida y rechazaron una posible visita de la presidenta a la región, además el Sutep local  anunció su adhesión a las marchas a partir del 6 de marzo. El 3 de marzo, se desataron manifestaciones en Juliaca, por la presencia de la fiscal de la Nación, Patricia Benavides.

#### Campaña civil «Volveremos y seremos millones»
El 20 de febrero se realizó el primer aviso de esta campaña, tres días después, empezaron los preparativos. En distritos como Kelluyo, Huacullani y Desaguadero, en Juli, las autoridades comunales convocaron a la población a inscribirse voluntariamente para viajar a la capital, también se iniciaron con las colectas de dinero públicas. El dirigente Edgar Chura calificó a los informes de la PNP de la siguiente manera: «todo lo que se dice está fuera de la veracidad, pues con las manifestaciones sociales lo único que queremos es recuperar el sistema democrático en el Perú».
El 27 de febrero, los primeros ciudadanos aymaras partieron de Ilave a la capital, siendo despedidos por la multitud con música y arengas. En la provincia de Azángaro, anunciaron que 300 ciudadanos comenzarían su viaje al día siguiente, e incluso un dirigente mencionó que están dispuestos a dialogar con la mandataria, siempre y cuando fije su fecha de renuncia. Los dirigentes también anunciaron que las coordinaciones para viajar a Lima se están haciendo en las 13 provincias de Puno. Al menos 5 camiones con manifestantes, en su mayoría aymaras viajaron a la capital, estos denuncian que fueron interceptados por la policía 12 veces.
El 17 de marzo, se reportó, que estas delegaciones puneñas colaboraron con los ciudadanos de Jicamarca (Huarochirí) para despejar sus calles, que se encontraban inundadas de escombros debido al Ciclón Yaku, esto lo hicieron bajo el lema de "ayni". Paulatinamente, los manifestantes fueron volviendo a Puno.

#### Enfrentamientos del 4 de marzo
El 4 de marzo, se reportaron enfrentamientos en las ciudades de Juli y Puno. En el primero, decenas de manifestantes aymaras rodearon la base de la Marina de Guerra que se encuentra cerca al Lago Titicaca, e intentaron atacarlo, el reducido número de efectivos presentes en el aérea tuvieron que disparar al aire para dispersarlos por más de media hora. En el centro de la ciudad, se venía realizando una marcha pacífica, sin embargo, al llegar a la comisaría empezaron a atacarla y finalmente la incendiaron, 43 efectivos policiales tuvieron que resguardarse en la Villa Militar. La sede del poder judicial también fue incendiada. Inmediatamente un contingente militar se dirigió en calidad de refuerzos a la ciudad, pero fueron obstruidos de ingresar por pobladores locales del sector. En la plaza de armas de Juli, 12 militares fueron rodeados y retenidos por un tiempo por los manifestantes, tras un diálogo, en que los soldados mencionaron que ellos tampoco están de acuerdo con la militarización de la región, fueron liberados. Se reportó la llegada de un helicóptero el cual empezó a lanzar bombas lacrimógenas en distintas partes de la ciudad cercanas a la comisaría.

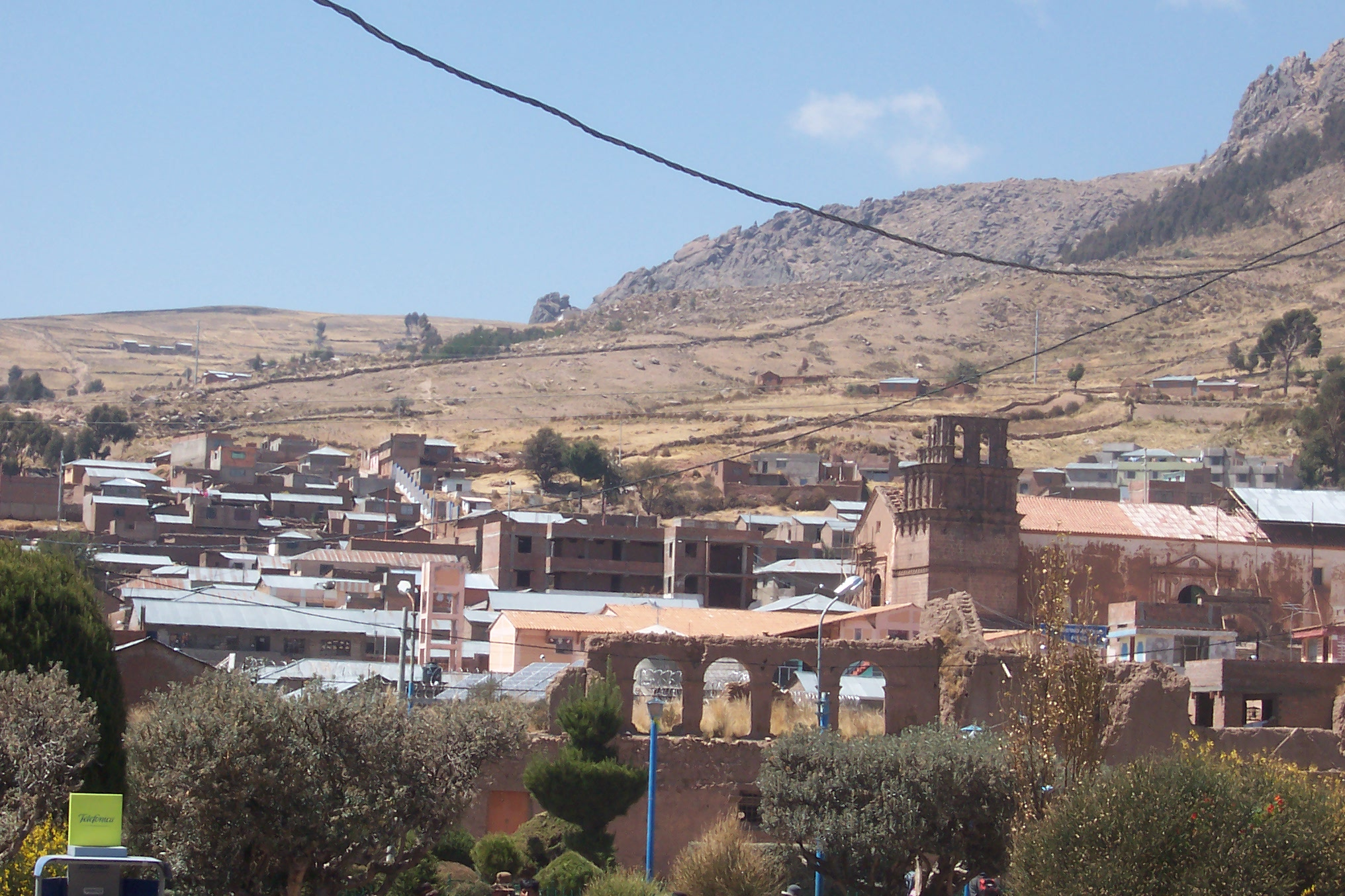
Ciudad de Juli.

Paralelamente en Puno, un grupo de manifestantes inicio una marcha para apoyar las acciones de los aymaras de Juli, sin embargo, otro grupo también empezó a marchar exigiendo la reactivación económica en la región. Poco después, los manifestantes mencionan que fueron agredidos por personal PNP, continuando la marcha hacia los exteriores de la comisaría local, siendo dispersados por bombas lacrimógenas. En total, se registraron 8 civiles heridos (uno de ellos por bala y dos menores por intoxicación provocadas por gas lacrimógeno) y 10 militares. Sin embargo, la defensoría del pueblo, informó de 10 civiles y 6 militares heridos. El diario El Comercio, señalo que fueron heridas 37 personas (entre civiles, policías y militares).

#### Muerte de militares en Ilave
El 5 de marzo, al menos 6 soldados murieron ahogados en el río de Ilave, al intentar cruzarlo, otros 5 soldados fueron rescatados por pobladores locales. En un primer momento, algunos uniformados mencionaron que a pesar de que algunos de ellos no sabían nadar, recibieron la orden de cruzar el río por parte de sus superiores, para evitar futuros enfrentamientos con los manifestantes. Los soldados rescatados fueron llevados por los pobladores aymaras al centro de salud de la localidad, así mismo, los aymaras exigieron saber la identidad del oficial que dio la orden de cruzar el río. Los padres de un soldado rescatado, exigieron de igual forma la identidad del oficial. Mientras que otro padre de un soldado fallecido, le echó la culpa directamente al gobierno de Dina Boluarte. Los labores de rescate de los militares fallecidos estuvieron a cargo del ejército y la marina con apoyo de pobladores locales. En total, 10 soldados sobrevivieron. Tanto en Ilave como en Juli, los ciudadanos pidieron a las fuerzas del orden abandonar sus respectivas comunidades, anunciando que no habrá ningún diálogo con la presidenta.

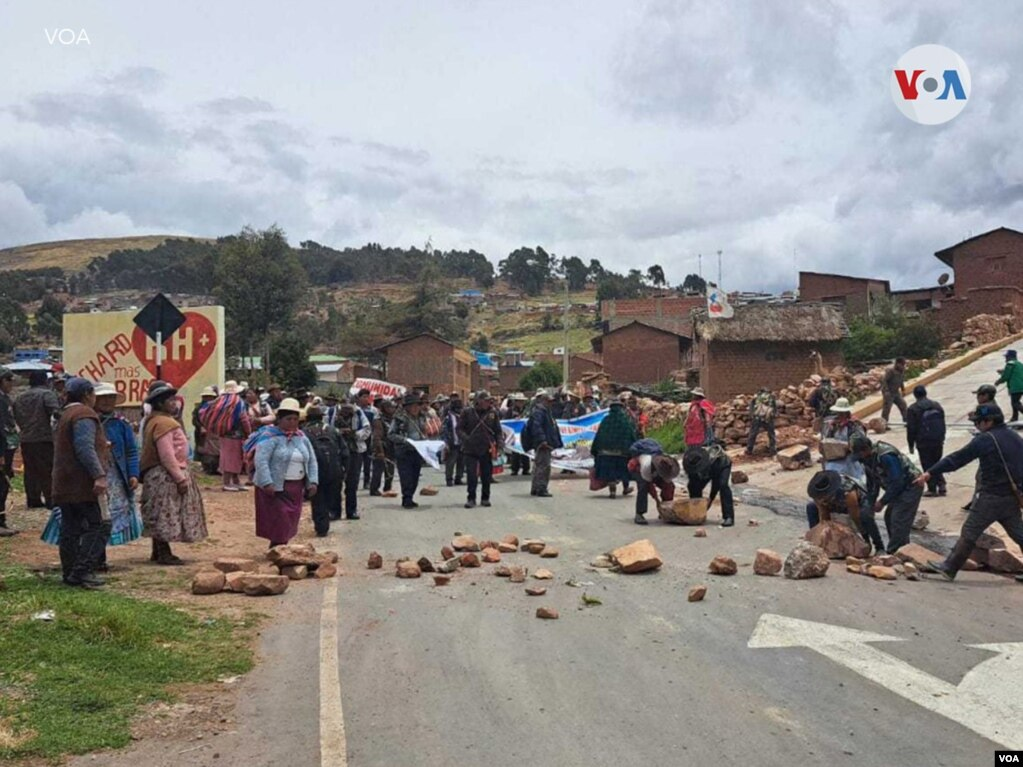
Bloqueo de la carretera a Ilave

Al día siguiente, 15 militares mencionaron ante su superior, que intentaron huir de los manifestantes, cruzando el río, pero fueron apedreados y la corriente les ganó. Otro soldado mencionó «la única manera de salvarnos era cruzar el río». Según el periodista Liubomir Fernández de La República, que estuvo presente en el lugar de los hechos, la tropa militar al mando del capitán EP Josué Frisancho Lazo, estaban regresando al cuartel de Ilave, e intentaron cortar camino por el río del mismo nombre, sin la presencia ni ataques por parte de los manifestantes, un primer grupo logró pasar el río, sin embargo, el segundo grupo que ingresó con todo su equipamiento militar, terminaron por dispersarse en las aguas. Poco después, se viralizó en redes sociales, un audio cuyo autor es supuestamente un soldado sobreviviente, donde menciona «los oficiales no quieren hacerse cargo (…) les va a afectar en el ascenso, todo». Se denunció, que el periodista Fernández fue difamado y amenazado en redes sociales.
Por su parte, el general EP Manuel Gómez de la Torre, jefe del Comando Conjunto de las Fuerzas Armadas, responsabilizó a algunos atacantes manifestantes de la muerte de los 6 soldados.
El ministro de Educación, Óscar Becerra, anunció que las clases escolares en la región se postergaron hasta el 20 de marzo. Durante la madrugada del 7 marzo, ocurrió un enfrentamiento en Desaguadero que dio como saldo, una mujer herida de bala. En la tarde, se registraron movilizaciones en la ciudad de Puno, mientras que en la plaza de armas de El Collao, cientos de aymaras y militares dieron una ceremonia de último adiós a los soldados fallecidos. Se reportaron 20 puntos de carreteras bloqueadas en la región Puno y Cusco.
Según el general EP, Jhony León Rabanal, jefe de la Región Militar Sur, el 8 de marzo, 200 vándalos apedrearon la comisaría de Pisacoma, provocando que los policías de dicha comandancia se refugien en otro lugar, no se registraron heridos. Así mismo, dicho militar se dirigió al cuartel de Ilave, para supervisar a la tropa y a los oficiales. El 10 de marzo, el alcalde de San Román, Oscar Cáceres, fue expulsado de la plaza de armas de la ciudad de Juliaca por un grupo de ciudadanos por reconocer a Dina Boluarte como presidenta de la República, entre empujones y abucheos de los manifestantes.

#### Estabilización
El 11 de marzo, miles de pobladores quechuas de la cuenca del Coata, provincia de Puno, se movilizaron en la ciudad capital de la región en solidaridad ante los pobladores aymaras de Juli e Ilave, la marcha llegó hasta la Villa Militar donde vive el jefe de la Cuarta Brigada de Montaña de Puno, Manuel Alarcón, y la oficialidad que lo secunda, entre los dirigentes se encontraba Félix Suasaca. Así mismo, tanto los quechuas como los aymaras negaron que los soldados fallecidos el 5 de marzo hayan sido atacados por ellos. Se informó que desde el 7 hasta el 12 de marzo, participaron más de 10 mil comerciantes en las protestas. El 12 de marzo, la población aimara otorgó una tregua de dos días, desbloqueando el puente internacional de Ilave. Al día siguiente, comuneros de Laraqueri tuvieron un enfrentamiento con los militares del sector, tras descubrir que usaban el reservorio de agua de la localidad, como baño.
El 14 de marzo, alrededor de 50 efectivos policiales que protegen las instalaciones del Hotel de Turistas en Juli, denunciaron que casi todos, duermen en el piso y la alimentación es deficiente, lo que ha generado que varios se enfermen. El 16 de marzo las fuerzas armadas desbloquearon tres puntos bloqueados. El 17 de marzo, maestros del SUTEP PUNO y el FENATE anunciaron que reiniciaran las clases escolares el día 20 de marzo, pero que se plegaran nuevamente a las protestas a partir del día siguiente. Mientras que los manifestantes aymaras, anunciaron que seguirán con las manifestaciones pero que harán una tregua de tres días, para ello, desbloquearan algunas carreteras. El 22 y 23 de marzo, se llevaron a cabo unas movilizaciones por la región con el nombre de "paro seco", sin embargo, hubo algunos casos de violencia de los manifestantes hacia los civiles en contra de las protestas. Al día siguiente, la policía capturó a dos presuntos asesinos del efectivo policial Luis Soncco, uno de los implicados es un policía en retiro, al que se le encontró, 23.000 dólares,  una cacerina de fusil AKM con siete municiones y el arma de fuego del policía Soncco, días después se le dictó 18 meses de prisión preventiva. Mientras que el general Jhony León Rabanal, declaró que la paz en los departamentos del sur esta retornando, y que esperan que en los próximos días, sea definitiva.
El 23 de marzo, la población aimara manifestó que seguirán con las protestas en contra de Dina Boluarte hasta julio del presente año, pero que realizarán medidas para la reactivación económica de la región y se comprometieron a no interrumpir las clases escolares. Al día siguiente, la Superintendencia Nacional de Migraciones Puno reanudó actividades en el Puesto de Control Fronterizo, ubicado en Desaguadero.
El 27 de marzo, 3000 pobladores de la región se reunieron en el coliseo de Ilave (El Collao), encabezados por Rubén Apaza, representante del Consejo de autoridades. Tras horas de debate, llegaron al acuerdo de que no permitirán que se exporte el litio sin que antes se haya “industrializado” y beneficie a las 13 provincias locales, además no aceptaran a ningún subprefecto designado por el gobierno de Dina Boluarte. Este acuerdo fue tomado a partir de un debate previo que se desarrolló durante la ceremonia de inicio de clases de la Universidad Nacional del Altiplano de Puno (UNA), y en presencia del rector de la Universidad Nacional de Ingeniería (UNI), Alfonso López, dicho rector además recibió agradecimientos del rector de la UNA, Paulino Machaca, por haber alojado a estudiantes puneños en las instalaciones de la UNI para la segunda marcha de los cuatro suyos.
El 29 de marzo, la tropa militar que se ubicaba en el distrito de Laraqueri (Puno), se retiró definitivamente de la zona.

## Consecuencias
Si bien el paro general en el departamento puneño acabó en marzo de 2023, una serie de protestas e incidentes aún se vienen reportando en dicha región. El 16 de abril de 2023 una tropa militar intentó izar el pabellón nacional en la plaza de armas de Desaguadero (Chucuito) pero fueron rodeados por un numeroso grupo de manifestantes y obligados a retirarse.

### Reunión en Yunguyo
El 6 de mayo de 2023, al menos 150 dirigentes de la Coordinadora Macrorregional del Sur encabezados por el dirigente Félix Suasaca y por César Tito Rojas y Lucio Callo Callata se reunieron en la ciudad de Yunguyo, en el que acordaron iniciar un paro seco en Puno a fines de mayo, no participar en las actividades por el Día de la Bandera y convocar a nuevas reuniones con otras bases políticas para una eventual «tercera Toma de Lima» en julio. Según Caretas, la reunión no logró su mayor objetivo; la unificación de la izquierda local y de los diversos colectivos.
El 30 de mayo, hubo movilizaciones en las ciudades de Puno, Juliaca, Huancané, Ayaviri y Azángaro, mientras que se bloqueo totalmente el puente internacional en Ilave. Hubo más de 10 puntos bloqueados en 5 distritos. El 2 de junio, el comandante general de la Tercera División del Ejército del Perú, Jhony León Rabanal, declaró que las fuerzas armadas actuaron en el ámbito legal y que volverían a actuar si fuese necesario. El 4 de junio, el gobierno de Dina Boluarte decidió extender por 60 días más el estado de emergencia en la región Puno, así mismo, el Comando Unificado tendrá mayor protagonismo. El expolicia Jhon Torres Yataco declaró que la policía uso fusiles AKM para reprimir duramente las protestas en Puno, producto de ello ocurrió la masacre del 9 de enero.
Ante la eventual «tercera Toma de Lima» prevista para el 19 de julio y dirigida por el Comando Nacional Unitario de Lucha, autoridades de la región se han sumado a los preparativos de dicho evento, y un grupo de reservistas del ejército peruano han salido a las calles de Puno para invitar a la población a unirse.

### Reunión en Macusani
El 8 de julio, múltiples dirigentes del departamento puneño se reunieron en el coliseo de la ciudad de Macusani (Carabaya), y acordaron retomar las protestas contra el gobierno de Dina Boluarte, respaldando la «tercera Toma de Lima» con el envío de delegaciones a la capital y movilizaciones en la región. Además, acordaron no permitir la extracción del litio de la región como "materia prima" sino "industrializado" y que las plantas deben de instalarse en Puno, dicha medida ya había sido aceptada en una reunión en Ilave el 27 de marzo.
El 11 de julio, la ciudad de Puno, especialmente el pasaje peatonal de Lima, junto con las transitadas calles jirón Arequipa y jirón Los Incas, amanecieron con diversos afiches que llamaban a la población a no participar en la «tercera Toma de Lima». El analista político Edgar Mancha manifestó que tales acciones son una «guerra sucia» por sectores de derecha.

### Puno en la Tercera Toma de Lima
Puno fue uno de los departamentos que acató de forma contundente la Tercera Toma de Lima, tanto el 19 de julio como días posteriores.

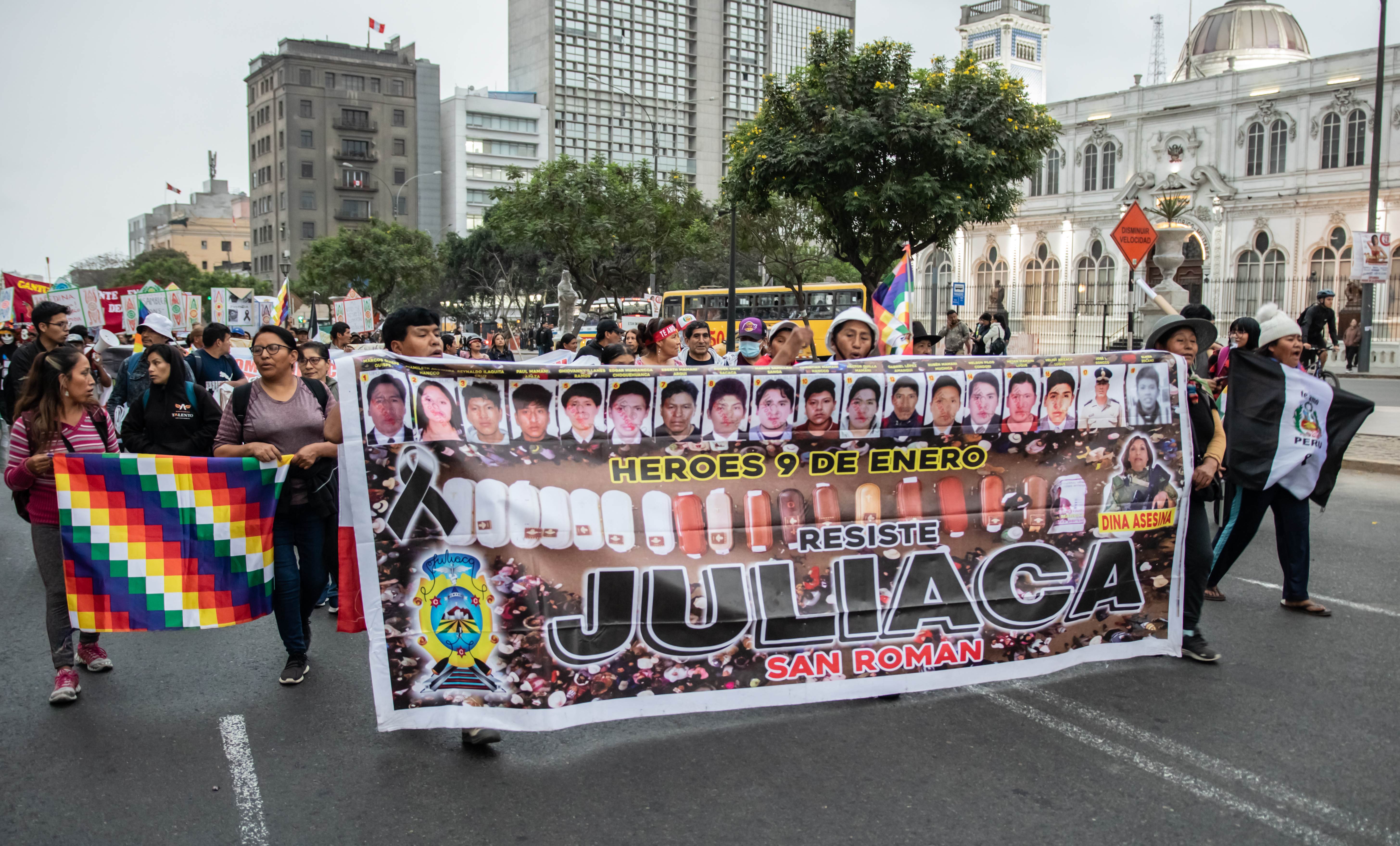
Manifestantes recuerdan los fallecidos en Juliaca durante una movilización en Lima el 22 de julio.

## Repercusiones

### Declaraciones de Dina Boluarte e impacto en las negociaciones
A diferencia de otras regiones, Puno extendió sus protestas a causa de la falta de diálogo con el gobierno, en que no se encontró un intermediario para entablar la comunicación. La falta de comunicación se sintetizó en la frase de Dina Boluarte en su mensaje a la Nación, «Puno no es el Perú». Aquella frase según el excongresista del departamento Alberto Quintanilla interpretó como «una voluntad de no dialogar o pretender aislar y someter primero a Puno y luego negociar». Sin embargo, generó la molestia por las autoridades de la zona, como el alcalde de la provincia de San Román, del congresista Alejandro Muñante y el periodista César Hildebrandt.
El Gobierno central pidió disculpas posteriormente, sin embargo, el gobierno regional como las municipalidades respaldaron contra la actitud de la mandataria central. Producto de las declaraciones, Boluarte fue declarada persona no grata por el Consejo Regional de Puno, además que se negó cualquier diálogo debido a que «nos trata de utilizar o tomar como tontos». La frase de Boluarte fue posteriormente tomada en el título de un documental de la Coordinadora Nacional de Derechos Humanos sobre la participación Puno y otras regiones durante la convulsión social.
Más allá de la interpretación dictada por Boluarte, el dirigente Félix Suasaca señaló que la delegación de Puno continuará en Lima «hasta que Dina Boluarte renuncie».
Durante la paralización, varios congresistas y autoridades de derecha, pidieron declarar en estado de sitio a la región, algo que no se aplica desde la Revolución de Trujillo en 1932.

### Uso de la bandera blanco-negra
En el Día de la Bandera, se cambió la franja roja a negra para conmemorar a los fallecidos en la paralización por parte de la población. Sin embargo, aquella conmemoración trajo malestar del oficialismo, en que ministro del Interior, Vicente Romero, calificó a las banderas modificadas como «trapos negros».

### Desinformación
Durante todo el proceso de protestas y acciones violentas han circulado diferentes noticias que han sido identificadas como falsas o al menos imprecisas, se han presentado diferentes acusaciones mutuas sobre la generación de desinformación.
Una de las noticias falsas que circuló fue que Puno cambió la bandera peruana por la de Bolivia, en señal de rechazo a su pertenencia a Perú, esta versión fue descartada y se identificó que para su difusión se utilizó una foto de archivo correspondiente al aniversario de Bolivia, momento en e que se había izado ésta bandera junto a la peruana con motivo de homenajear la independencia del país vecino.
Además, se relacionó con la supuesta filtración de Sendero Luminoso por parte de fuerzas policiales en marzo de 2023, en que el exjefe de la Dirección Nacional de Inteligencia, Juan Carlos Liendo, asignó a Puno como su «segunda capital». El diario La República desmintió la declaración al no existir suficientes evidencias sobre la convención con comunidades rurales de la región, cuyos fallecidos en la época de terrorismo fueron menores que en otras regiones.

### El caso de Manuel Quilla
El ciudadano Manuel Quilla de 36 años, natural de Huancané, viajó a Lima para protestar en la capital durante el contexto de la Segunda Toma de Lima. Fue detenido el 15 de marzo, y aparentemente, según testigos, habría sufrido abusos físicos durante su detención que lo dejaron en un mal estado de salud, tal es así, que falleció el 31 de marzo. Según la necropsia, Quilla falleció por un edema cerebral generalizado, causado por un elemento duro, y se detalla que su cuerpo sufrió múltiples lesiones traumáticas en el tórax, pelvis y extremidades superiores e inferiores.